# 태장중학교 (경기)
태장중학교(台章中學校)는 대한민국 경기도 수원시 영통구 영통동에 위치한 공립 중학교이다.

## 학교 연혁
- 1997년 1월 14일 : 태장중학교 설립인가(30학급)
- 1997년 11월 17일 : 초대 교장 배우성 취임
- 1997년 12월 1일 : 개교(1학년 1학급, 2학년 1학급)
- 1998년 2월 4일 : 개교식
- 1999년 2월 12일 : 제1회 졸업식
- 2007년 3월 2일 : 총 32학급 편성(1학년 11학급, 2학년 11학급, 3학년 10학급)
- 2022년 3월 1일 : 제9대 교장 박희순 취임
- 2024년 1월 5일 : 제26회 졸업(8학급 남 101명, 여 130명 총 231명)
- 2024년 3월 4일 : 제27회 입학(7학급 남 101명, 여 109명 총 210명)

## 참고 자료
- 태장중학교 - 한국교육학술정보원 학교알리미